# Аральдо Фадін
Аральдо Фадін (італ. Araldo Fadin, 16 вересня 1899, Бадія-Полезіне - 13 грудня 1969, Рим) - італійський адмірал, учасник Другої світової війни.

## Біографія
Аральдо Фадін народився 16 вересня 1899 року у Бадія-Полезіне. У 1914 році вступив до Військово-морської академії в Ліворно, яку закінчив у 1919 році у званні гардемарина.
Ніс службу на підводних човнах. Після отримання звання лейтенанта командував підводними човнами «Аргонаута», пізніше, протягом 1931-1934 років - підводним човном «Чіро Менотті».
Отримавши звання капітана III рангу, протягом 1935-1936 років командував підводним човном «Доменіко Міллеліре».
Отримавши звання капітана II рангу, Аральдо Фадін брав участь у десантних операціях під час окупації Албанії, за що був нагороджений срібною медаллю «За військову доблесть».
Пізніше командував групою підводних човнів у Тобруці, згодом батальйоном «Градо» в Полі.

### Друга світова війна
Після вступу Італії у Другу світову війну 10 червня 1940 року Аральдо Фадін був призначений капітаном есмінця «Даніеле Манін», до входив до складу 3-ї ескадри есмінців, яка базувалась в Массауа в Еритреї. 
Основним завданням італійської ескадри у Червоному морі було перехоплення британських конвоїв. Кораблі декілька разів виходили в море, але не змогли перехопити ворожі кораблі.
Зокрема 21 жовтня 1940 року есмінці «Леоне», «Пантера», «Чезаре Баттісті», «Даніеле Манін» і «Франческо Нулло» безуспішно атакували британський конвой «BN 7», під час чого «Франческо Нулло» був потоплений.
На початку 1941 року, коли падіння Італійської Східної Африки, кораблі та підводні човни, що могли дістатись до дружніх японських чи французьких портів, вирушили у плавання. Есмінці, які не мали достатньої дальності плавання, мали вирушити в атаку на ворожі порти. Атака на Суец зазнала невдачі. 
Увечері 1 квітня італійці відхилили британську пропозицію про капітуляцію, і 5 есмінців («Тігре», «Пантера», «Чезаре Баттісті», «Даніеле Манін» та «Надзаріо Сауро») вирушили в останню атаку на Порт-Судан. Кораблі повинні були пройти 300 миль у ворожих водах, прибути до Порт-Судану на світанку, де зав'язати бій з британськими кораблями, і, якщо пощастить, спробувати перетнути Червоне море, досягнути аравійського узбережжя, де вони мали би бути затоплені екіпажами.
На «Чезаре Баттісті» виникли проблеми із силовою установкою, він направився до аравійського берега, де і був затоплений екіпажем наступного дня.
Вранці ескадра наблизилась до Порт-Судану, де була атакована літаками з берегових аеродромів та авіаносця «Ігл». Британці спочатку сконцентрували вогонь на есмінцях «Даніеле Манін» і «Надзаріо Сауро», а в цей час «Тігре» та «Пантера» зуміли досягнути аравійського узбережжя, де були затоплені екіпажами, які висадились на землю поблизу міста Джидда, де були інтерновані.
О 9:00, після двогодинного бою, британці таки накрили «Надзаріо Сауро», який вибухнув та затонув.
На «Даніеле Манін» важкопоранений Аральдо Фадін продовжував керувати боєм, намагаючись таки дістатись до аравійського узбережжя. І лише об 11:00, через 4 години бою, британці зуміли влучити 2 бомбами в корабель. «Даніеле Манін» теж затонув. Вцілілі члени екіпажу змогли досягти суданського узбережжя, де через 3 дні потрапили до полону.
За участь у цьому бою Аральдо Фадін був нагороджений срібною медаллю «За військову доблесть».  

### Післявоєнна служба
Після повернення на батьківщину у грудні 1945 року Аральдо Фадін отримав звання капітана I рангу, командував крейсером «Раймондо Монтекукколі». Після отримання звання контрадмірала був призанчений командувачем Військово-морського командування в Бріндізі. Завершив кар'єру 17 вересня 1959 року у званні дивізійного адмірала на посаді секретаря міністерства військово-морських сил, коли був виведений в запас.
У 1961 році отримав звання адмірала ескадри.
Помер 13 грудня 1969 року у Римі.

## Нагороди
- Срібна медаль «За військову доблесть»  (нагороджений двічі)
- Бронзова медаль «За військову доблесть»
- Хрест «За військові заслуги»  (нагороджений двічі)
- Офіцер Ордена Корони Італії
- Кавалер Колоніального ордена Зірки Італії
- Великий офіцер Ордена «За заслуги перед Італійською Республікою»
- Золота медаль «За доблесну службу на флоті»